# Agnus

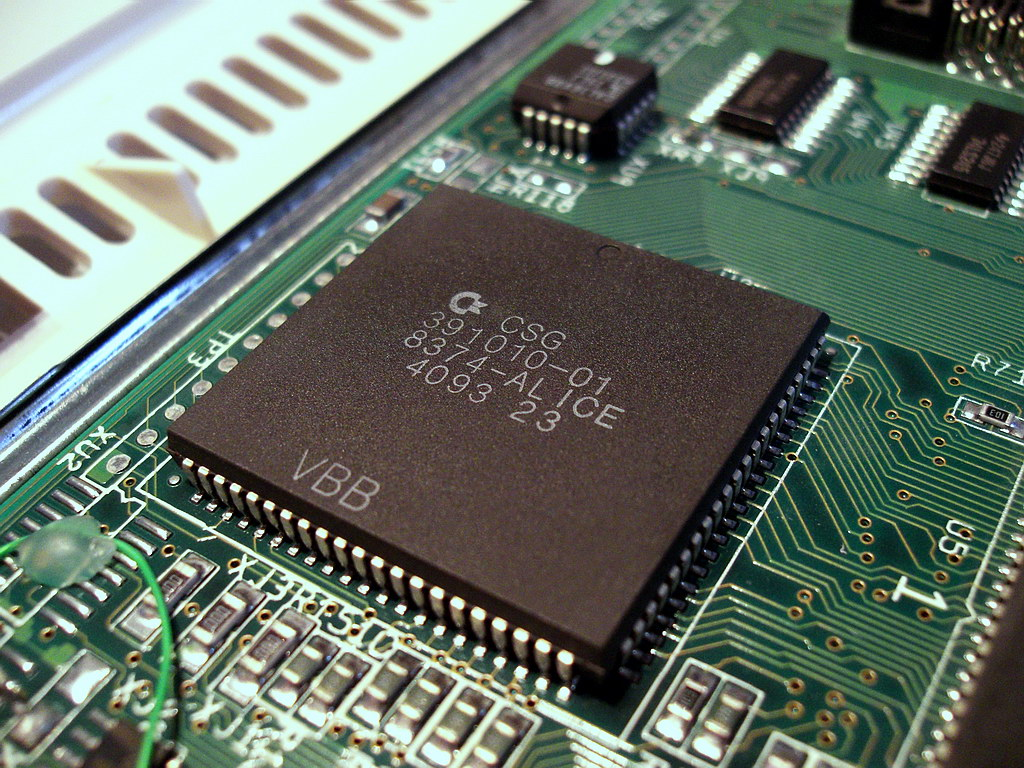
Kretsen Alice i en Amiga 1200.

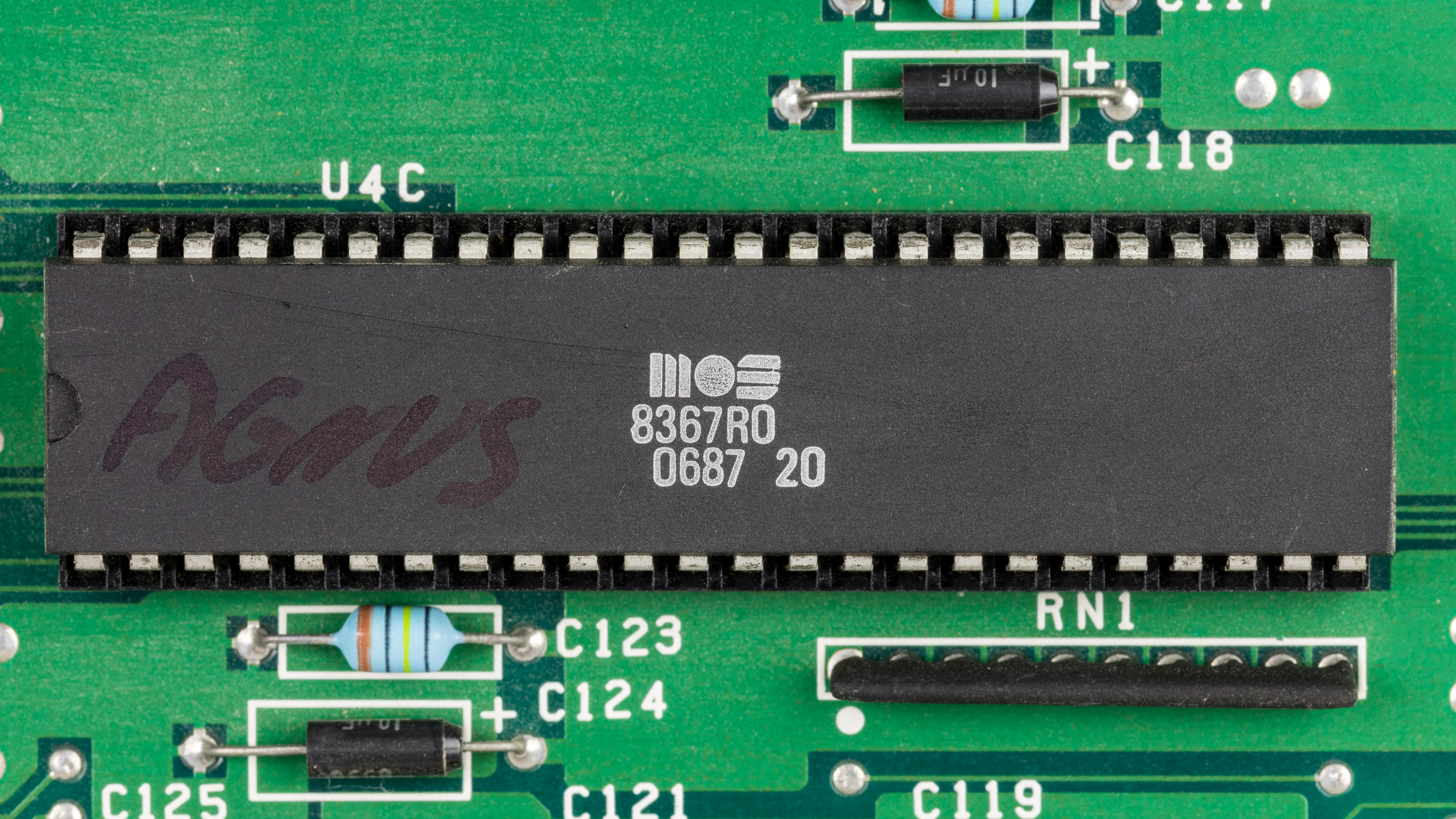
MOS 8367R0 - Agnus

Agnus är en av de integrerade kretsar som ingår i ett chipset tillverkat av MOS Technology och som används i Amiga-datorer.

## Versioner
Denna krets finns i flera versioner.
- Agnus (8361/8367)
  - Amiga 1000
  - Amiga 2000 (rev 4.0)

- Fat Agnus (8370/8371)
  - Amiga 500
  - Amiga 2000

- Fatter Agnus (8372A/8372B)
  - CDTV

- Super Agnus (8372/8372b/8375)
  - Amiga 500+
  - Amiga 600
  - Amiga 3000
  - Amiga 3000T

- Alice
  - Amiga 1200
  - Amiga 4000